# Hjärnarp
Hjärnarp – miejscowość (tätort) w Szwecji, w regionie administracyjnym (län) Skania, w gminie Ängelholm.
Według danych Szwedzkiego Urzędu Statystycznego liczba ludności wyniosła: 1095 (31 grudnia 2015), 1177 (31 grudnia 2018) i 1197 (31 grudnia 2019).